# Sequoia

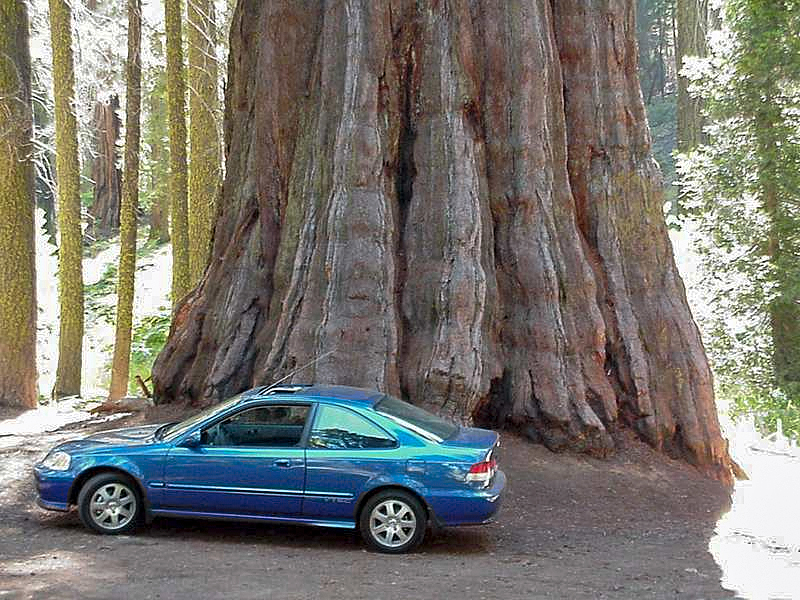
Um grande tronco de sequoia em comparação com um automóvel

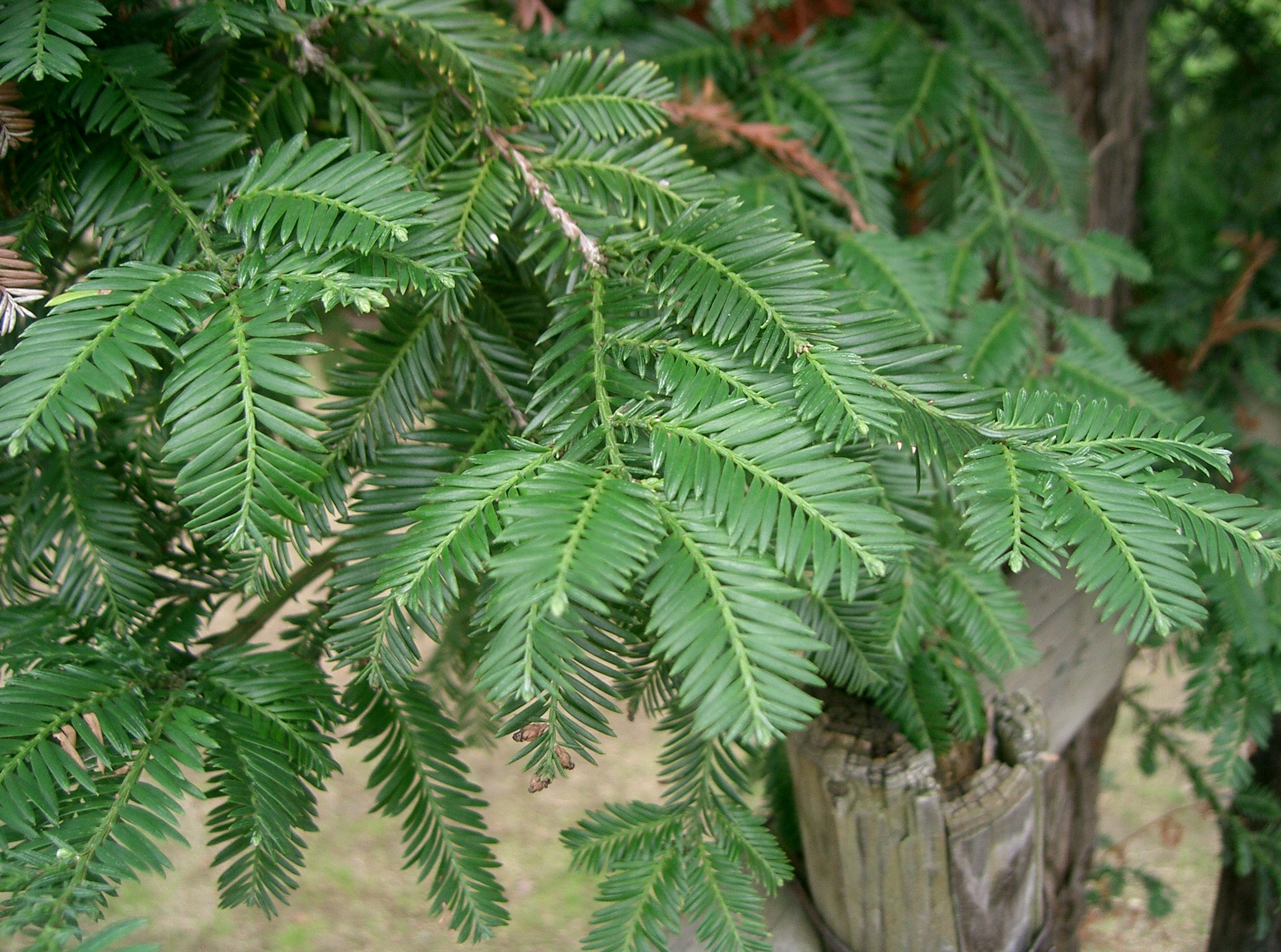
Agulhas de sequoia

Sequoia é um género de grandes coníferas da subfamília Sequoioideae da família Cupressaceae. A única espécie extante deste género é Sequoia sempervirens, um megafanerófito nativo das florestas temperadas costeiras do norte da Califórnia e do sudoeste do Oregon. Conhecido pelo gigantismo dos seus espécimes, o género inclui algumas das árvores mais altas e mais pesadas do mundo.

## Descrição
Os outros dois géneros da subfamília Sequoioideae, Sequoiadendron e Metasequoia, estão intimamente relacionados com o género Sequoia. O grupo inclui as árvores mais altas, bem como as mais pesadas do mundo.
No presente, o género Sequoia inclui apenas uma espécie viva, a Sequoia sempervirens, conhecida pelo nome comum de sequoia-vermelha ou sequoia-costeira (em inglês: coastal redwood). O género, no entanto, inclui diversas espécies extintas, conhecidas apenas do registo fóssil, entre as quais Sequoia affinis (oeste da América do Norte), Sequoia chinensis (da China, mas com identificação incerta), Sequoia langsdorfii (reclassificada como Metasequoia),  Sequoia dakotensis (do Maastrichtiano do South Dakota, reclassificada como Metasequoia) e Sequoia magnifica (conhecida da madeira petrificada da área do Parque Nacional de Yellowstone).
O nome genérico Sequoia foi publicado pela primeira pelo botânico austríaco Stephan Endlicher em 1847. A etimologia do nome não é clara, e tem sido objecto de diversas explicações. A suposição moderna mais comum é que Endlicher, um linguista publicado, sinologista, filólogo, bem como reputado botânico sistemático, nomeou o género em homenagem a Sequoyah, o inventor do sistema de escrita Cherokee agora conhecido como Sequoyan. A partir de 1860, foi sugerido que o nome fosse uma derivação da palavra latina para "sequência", uma vez que a espécie foi pensado para ser um seguidor ou remanescente de antigas espécies extintas e, portanto, o próximo em uma sequência.
No entanto, em um artigo publicado em 2012, o autor Gary Lowe argumenta que Endlicher não teria o conhecimento para conceber Sequoia sempervirens como o sucessor de uma sequência fóssil, e que mais provavelmente ele a viu, dentro da estrutura de sua taxonomia, como o completar de uma sequência morfológica de espécies em relação ao número de sementes por escama do cone.
Em 2017, a Dra. Nancy Muleady-Mecham, da Northern Arizona University, após extensa pesquisa com documentos originais na Áustria, afirmou ter encontrado uma ligação positiva entre a pessoa Sequoyah e Endlicher, bem como informações de que o uso do sequor latino não teria sido correto. No entanto, existem limitações debilitantes para os argumentos apresentados no artigo de 2017. O suposto vínculo positivo é baseado numa similaridade na pronúncia das palavras «Sequoyah» e «Sequoia», válido para pessoas que pensam em inglês, mas não aquelas que pensam em alemão ou latim. Endlicher não poderia saber como o nome de Sequoyah foi pronunciado em cherokee, já que ele nunca teve a oportunidade de ouvir o cherokee falado. O alegado uso do latim ignora o conhecimento filológico de Endlicher e a familiaridade com o latim dos manuscritos antigos da Biblioteca Real de Viena, língua em que publicou extensivamente. O prefixo botânico latino de Endlicher no nome do género Sequoia foi derivado do verbo latino sequor e não era uma conjugação do verbo.

## Paleontologia

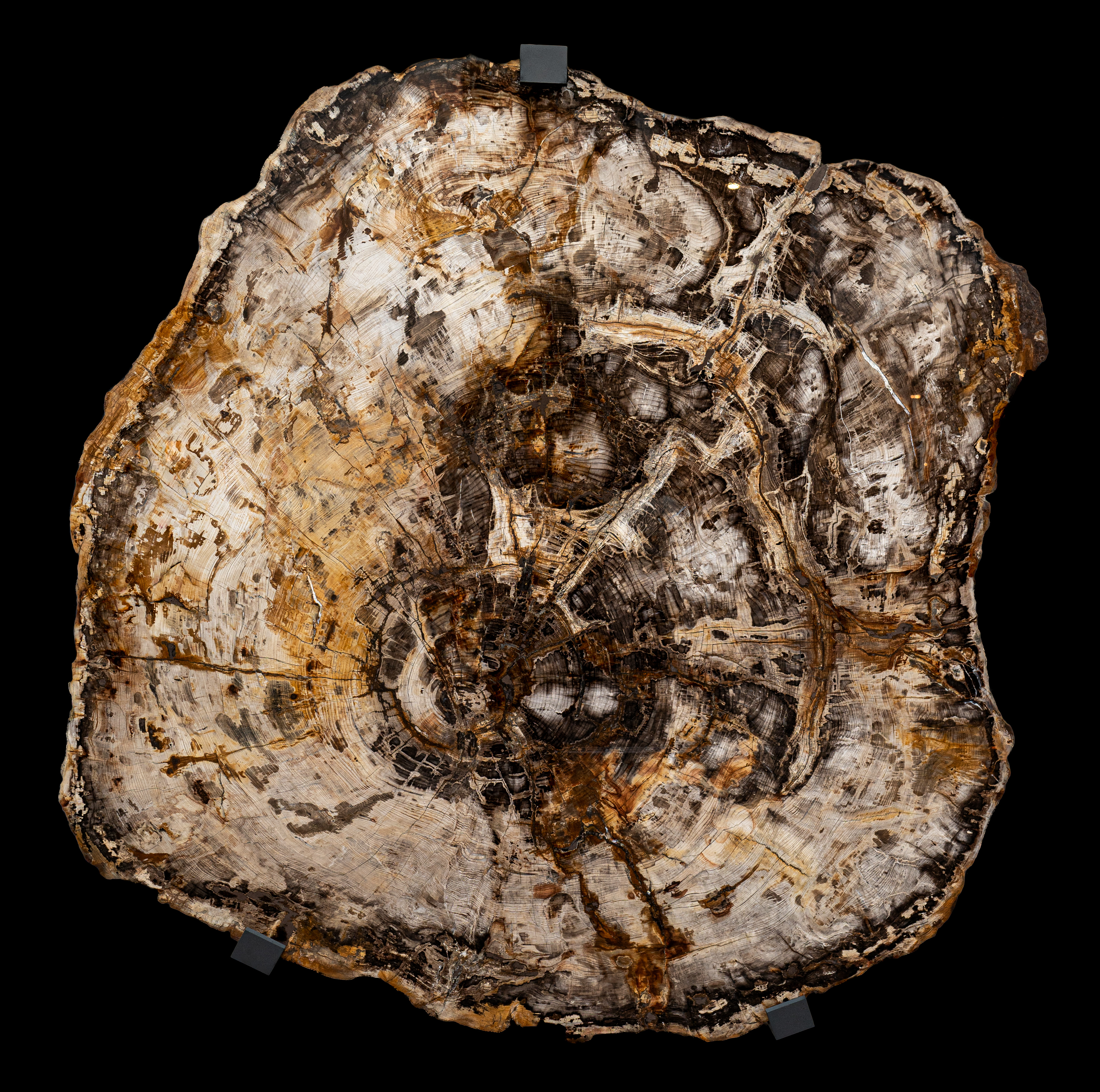
Fóssil de uma fatia de sequoia muito bem preservada do Mioceno.

Sequoia jeholensis é o membro mais antigo do género Sequoia que se conhece (junto com Sequoia portlandica, mas este último é um nomen dubium), conhecido da Formação Jiufotang (Cretáceo Inferior) e da Formação Jiulongshan (Jurássico Médio) da China. No final do Cretáceo, as sequóias ancestrais estabeleceram-se na Europa, partes da China e no oeste da América do Norte. As comparações entre fósseis e organismos modernos sugerem que neste período os ancestrais de Sequoia já haviam evoluído um traqueídeo de maior diâmetro que permitiu atingir as grandes alturas características das modernas espécies Sequoia sempervirens (sequóia-costeira) e Sequoiadendron giganteum (sequóia-gigante).
Os ancestrais de Sequoia não eram dominantes nas altas latitudes tropicais do norte, como Metasequoia, uma sequóia cujo hábito decíduo lhe conferiu uma vantagem adaptativa significativa num ambiente com 3 meses de escuridão. No entanto, ainda havia uma sobreposição de áreas de distribuição possivelmente extensa entre Sequoia e Metasequoia, o que poderia ter levado a eventos de hibridização que criaram o moderno hexaploide Sequoia sempervirens. Sobre esta questão, veja-se também o metastudo da história geológica da sequóia-gigante e da sequóia-costeira.
Uma tendência geral de resfriamento climático que ocorreu no final do Eoceno e no Oligoceno reduziu as áreas de distribuição a norte do género Sequoia ancestral. No final do Mioceno e início do Plioceno, os fósseis de Sequoia são morfologicamente idênticos à moderna Sequoia sempervirens. Resfriamento contínuo no Plioceno significava que o género Sequoia, que é extremamente intolerante à geada devido ao alto teor de água de seus tecidos, também se tornou localmente extinto em resposta ao resfriamento extremo da Europa e da Ásia. No oeste da América do Norte, continuou a se mover para o sul através da costa do actual Oregon e Califórnia, sobrevivendo devido às chuvas abundantes e estações amenas. A orogenia que deu origem à Sierra Nevada eixou ainda mais isolado o género Sequoia porque os cumes nevados dos picos impediram a expansão para o leste. As distribuições do Pleistoceno e Holoceno são provavelmente quase idênticas às modernas distribuições de Sequoia sempervirens.